# Gastrolepta anthracina
Gastrolepta anthracina är en tvåvingeart som först beskrevs av Johann Wilhelm Meigen 1826.  Gastrolepta anthracina ingår i släktet Gastrolepta och familjen parasitflugor. Arten är reproducerande i Sverige. Inga underarter finns listade i Catalogue of Life.